# 要塞と橋を望むローマの川の風景
『要塞と橋を望むローマの川の風景』（ようさいとはしをのぞむローマのかわのふうけい、独: Römische Flußlandschaft mit Kastell und Brücke、英: A Roman River Scene with a Castle and a Bridge）は、イタリアのバロック絵画の巨匠アンニーバレ・カラッチが1600年ごろにキャンバス上に油彩で制作した絵画で、画家の風景画のうちの1点である。ローマで枢機卿オドアルド・ファルネーゼの委嘱により描かれた。イタリアのジュスティニアーニ家が所有していたが、1815年に同家から購入されて以降、ベルリン絵画館に所蔵されている。

## 作品
アンニーバレ・カラッチは1595年からローマで制作し、ローマの古代美術やラファエロの絵画にふれて、古典主義的傾向を強めた。本作でも、ローマ近郊の風景をもとにしながら、全体を理想的な風景画として構築的にまとめていこうとする意図が明瞭に示されている。
この絵画は、ローマのファルネーゼ宮殿の別館であったパラッツェット (「小宮殿」の意味) の部屋のための装飾プログラムの一環をなしていたと思われる。アンニーバレはローマにやってくる以前のボローニャ時代にも風景画を制作しており、それらはティツィアーノらヴェネツィア派の風景やモデナの画家ニコロ・デッラバーテの風景に影響を受けていた。すなわち、狩猟者や釣り人らがいる何気ない自然の場面を描いた作品で、建築物はほとんど登場しないものであった。

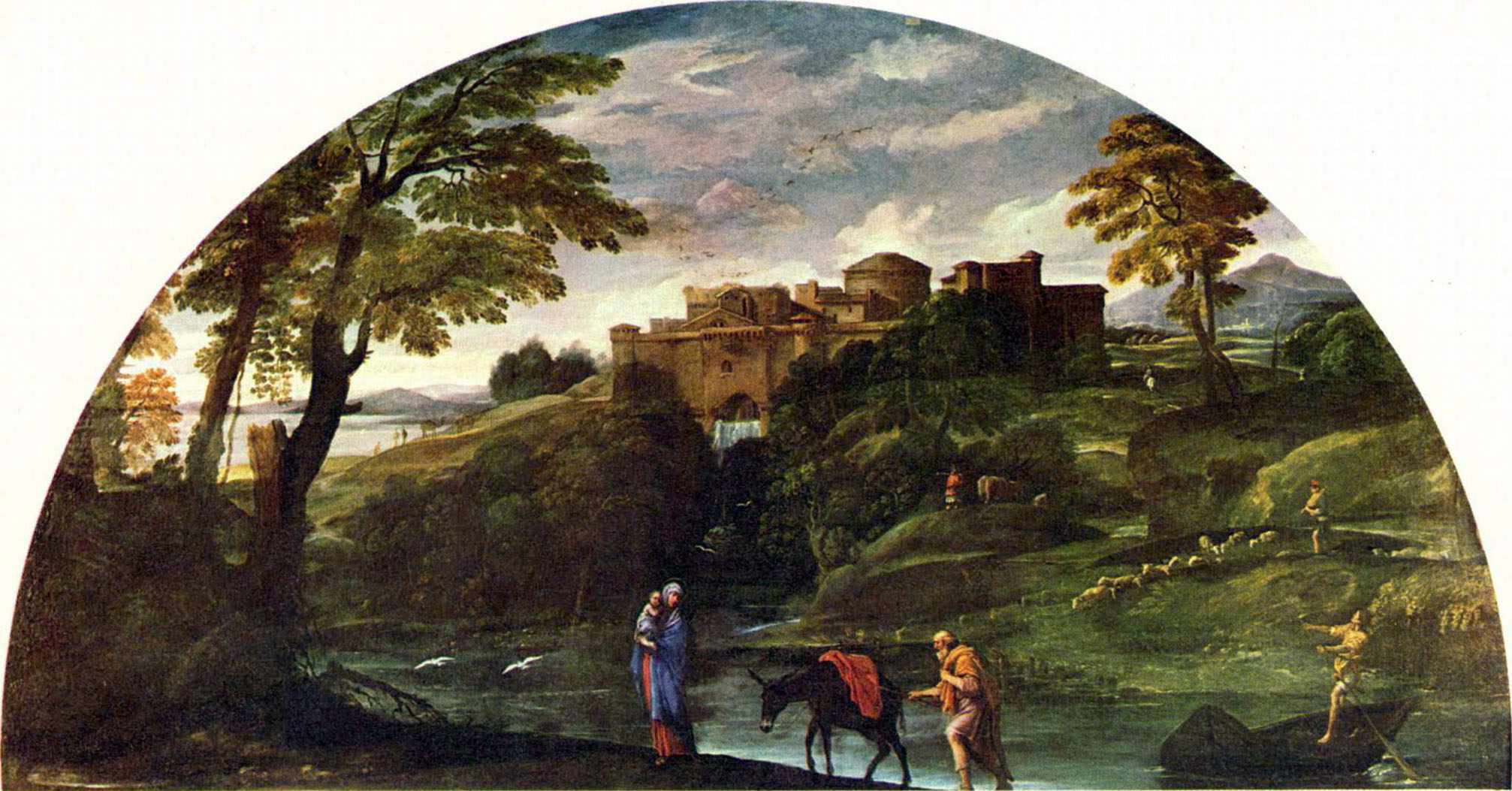
アンニーバレ・カラッチ『エジプトへの逃避のある風景』 (1604年ごろ) 、ドーリア・パンフィーリ美術館、ローマ

対照的にベルリン絵画館の本作では、画面は聳え立つ城によってはっきりと左右に二分されている。左右どちらの側からも遠景の景色が望まれ、地平線上には青みがかった山々が見える。画面の両端は、劇場の場面を想起させるような木々によって枠取られている。間違いなく、城を右側の川岸に結びつける二重アーチのある橋と建築物は、ファブリチオ橋のあるティベリーナ島 (ローマ) に触発されたものである。画中の人物群は構図内の3本の垂直線を強調する。左側で音楽を奏でる優雅な装いのカップル、中央の人々の乗る小舟、そして右側のもう1艘の小舟である。
ルネット型の『エジプトへの逃避のある風景』 (ドーリア・パンフィーリ美術館、ローマ) とともに、本作はアンニーバレ・カラッチがローマで制作した初期の古典的風景画の中で最も重要なものであり、プッサン以前の最もモニュメンタルな風景画のうちの1つである。本作はアンニーバレの弟子で後継者のドメニキーノだけでなく、プッサンとクロード・ロランにも強い影響を与えた。この「構築された」建築的構造を持つ風景画において、アンニーバレは、以前のボローニャ時代の風景画を特徴づける自然から受けた印象の新鮮さ、画面の輝き、生き生きとした大気、そして自然な細部描写を保持するのに成功している。